# Reinhold Sulzbacher
Reinhold Sulzbacher (ur. 29 lipca 1944 w Liezen) – austriacki saneczkarz startujący w jedynkach i dwójkach (w parze z Güntherem Lemmererem), mistrz Europy, zwycięzca Pucharu Świata.
Na igrzyskach olimpijskich startował dwukrotnie, najlepszym rezultatem była piąta pozycja w dwójkach w 1984. W 1982 został mistrzem Europy w dwójkach. W Pucharze Świata trzykrotnie zajmował miejsce na podium klasyfikacji generalnej, Kryształową Kulę zdobywając w sezonach 1979/1980, 1980/1981 oraz 1981/1982.

## Osiągnięcia

### Igrzyska olimpijskie
| Rok  | Miejsce     | Jedynki | Dwójki |
| ---- | ----------- | ------- | ------ |
| 1976 | Innsbruck   | 7.      | 5.     |
| 1980 | Lake Placid |         | 9.     |

### Puchar Świata

#### Miejsca na podium w klasyfikacji generalnej
| Sezon     | Miejsce |
| --------- | ------- |
| 1979/1980 | 1.      |
| 1980/1981 | 1.      |
| 1981/1982 | 1.      |